# Pinot Gallizio
Giuseppe Gallizio, detto Pinot (Alba, 12 febbraio 1902 – 13 febbraio 1964), è stato un farmacista e pittore italiano, situazionista ed inventore della pittura industriale.

## Biografia
Nato ad Alba nel 1902, consegue il diploma al collegio "San Giuseppe Cafasso" e nel 1924 la laurea in Farmacia a Torino. Ufficiale Farmacista durante la Seconda Guerra Mondiale, dopo l'8 settembre intraprende la lotta di Resistenza unendosi alla brigata partigiana "Alpi". Nel 1951 viene eletto consigliere comunale nelle liste del Partito Comunista Italiano al Comune di Alba.
Inizia molto tardi la sua carriera artistica, e dopo essere entrato in contatto con Asger Jorn fonda nel 1956 ad Alba il "Primo  laboratorio sperimentale per una Bauhaus immaginista". Da quel momento la sua attività sarà febbrile ed incessante. Sempre nel 1956 organizza ad Alba il "Primo congresso mondiale degli artisti liberi" cui  partecipano Ettore Sottsass, Piero Simondo, Enrico Baj, Constant, Gil Wolman  e  Elena Verrone, oltre agli esponenti delle correnti artistiche d'avanguardia di otto nazioni. In quella occasione si tiene al Politeama Corino, la mostra del Laboratorio sperimentale di Alba.
Nel 1957 a Cosio di Arroscia partecipa alla fondazione dell'Internazionale situazionista, che nasce dalla fusione del movimento lettrista con il Movimento internazionale per una Bauhaus immaginista, insieme a Guy Debord, Michèle Bernstein, Asger Jorn, Constant, Walter Olmo, Piero Simondo, Elena Verrone, Rulph Rumney.
Gallizio, che farà parte del movimento fino all'esclusione sua e di suo figlio Piergiorgio nel 1960, nel febbraio del 1958 avvia la produzione della pittura industriale che espone a Torino nel maggio del 1958: dodici metri di pittura a olio su tela, 14 metri di pittura a resina su tela, 70 metri di pittura su telina, realizzati con Giors Melanotte. Esposizioni successive a Milano e Monaco di Baviera e nell'aprile del 1959 da René Drouin a Parigi ove realizza la "Caverna dell'antimateria", una delle prime opere "ambientali". Lo scopo politico di inflazionare e smascherare l'arte per mezzo della pittura industriale fallisce.
Le tappe più importanti degli anni successivi sono la mostra personale allo Stedelijk Museum di Amsterdam, la mostra Dalla natura all'arte  organizzata a Palazzo Grassi di Venezia e l'invito di Maurizio Calvesi alla Biennale di Venezia del 1964, anno della sua morte.
Il gesto libero, caratteristico dell'arte informale, venne portato da Gallizio alle estreme conseguenze con la sua "pittura industriale". La vendita "a metro" della tela dipinta avrebbe voluto decretare la fine dell'arte moderna come valore, invece il risultato fu di aprire la strada ad una fase nuova, con un azzeramento cromatico che venne eseguito magistralmente con le tele bianche ed estroflesse degli artisti del gruppo Azimuth: Piero Manzoni, Enrico Castellani e Agostino Bonalumi.
Quindi, anche se l'intento ultimo distruttivo di Pinot Gallizio non riuscì, la sua figura rimane di primaria importanza in quanto strumentale alla presa di coscienza di un necessario superamento dell'informale e di un'apertura verso le successive tendenze del novecento.
Sue opere si trovano in numerosi musei fra cui: Stedeljik Museum, Amsterdam; Centre Georges Pompidou, Parigi; Museo Reina Sofia, Madrid; Museum Jorn, Silkeborg; Museo Pecci, Prato; Gam, Torino; Neue Galerie, Berlino.

## Filmografia
- Lonzi C. (a cura di), Pinot Gallizio, documentario Rai, 1963 (Archivi Rai, Roma)
- Debord G., In girum imus nocte et consumimur igni, film, 1978 (testi e scene in G. Debord, Oeuvres cinématographiques complètes 1952-1978, Champ Libre, *Parigi, 1978; trad. it. Id., In girum imus nocte et consumimur igni, Arnoldo Mondadori Editore, Milano, 1998)
- Mello F. (a cura di), Pinot Gallizio. La vita, la pittura, l'avventura, documentario Rai, 1984 (Archivi Rai, Roma)
- Repetto M., Balla F., Dèrive Gallizio, 2000, documentario